# Baomo Yuan
Baomo Yuan (chinesisch 寶墨園 / 宝墨园, Pinyin Bǎomò Yuán – „sinngemäß Bao Zhengs Reibstein Garten“) ist ein wieder aufgebauter Chinagarten und Vergnügungspark im Lingnan-Stil in Guangzhou, China.

## Konzept
Der Garten wurde in der späten Qing-Dynastie zum Gedenken an Bao Zheng (999–1062) angelegt, der in der Nördlichen Song-Dynastie als vorbildlicher, unbestechlicher Beamter galt und früher an diesem Ort residiert haben soll.
Bao Zheng soll einem Korruptionsfall ein Ende gesetzt haben, bei dem Beamte von den Herstellern eine übermäßige Anzahl von Tintensteinen in betrügerischer Weise über die als kaiserlicher Tribut geforderte Menge hinaus zur persönlichen Bereicherung verlangt hatten. Der Name des Gartens soll die Besucher an diese Geschichte erinnern.

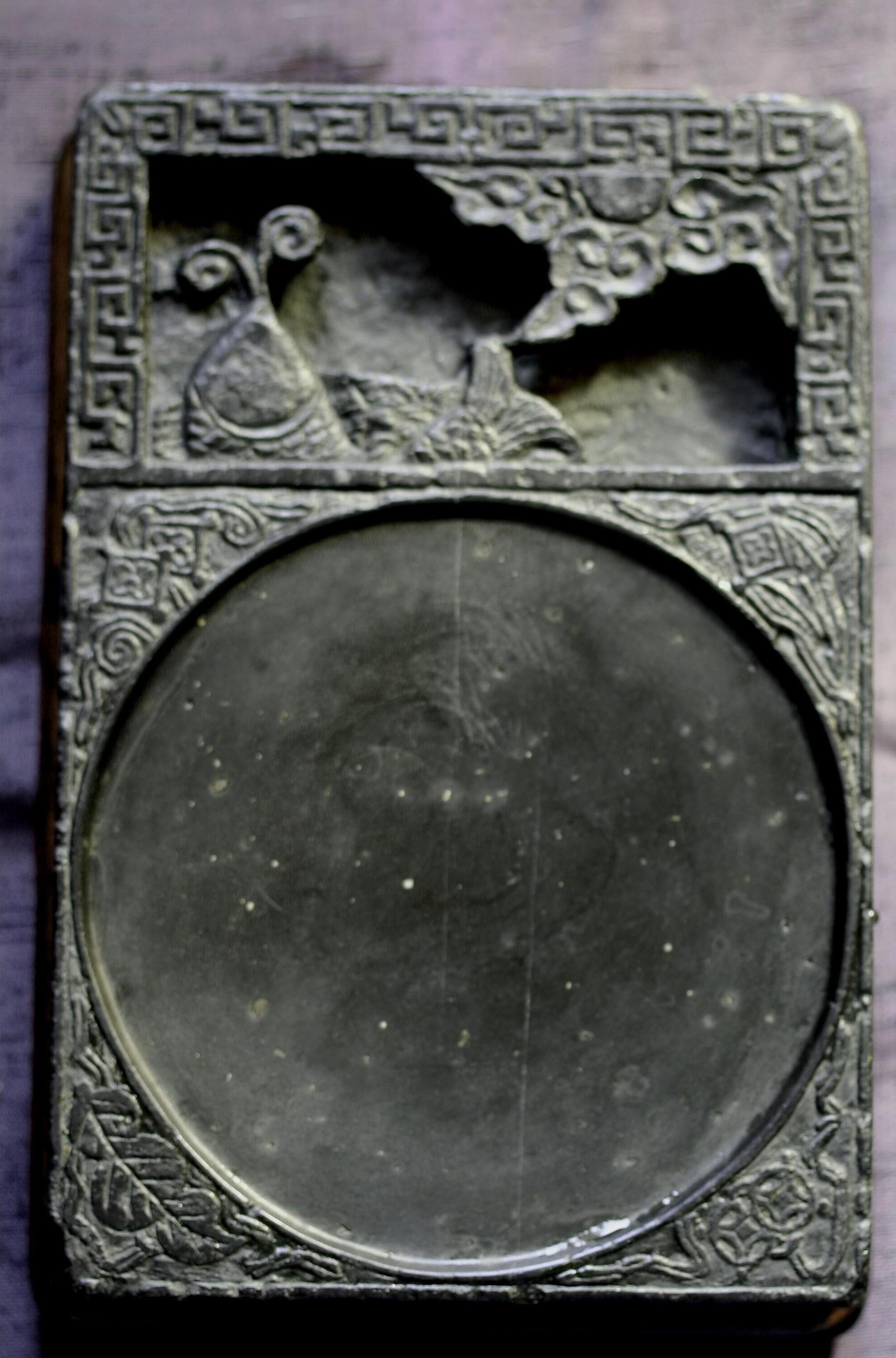
Ein Reibstein der Song-Dynastie

## Gestaltung
Der Inhalt des Parks ist eine Mischung aus moderner Kultur, Geschichte, Tourismus, Handel, Gastronomie und Erholung, wobei die architektonischen Merkmale der Qing-Zeit genutzt werden.
Auf beiden Seiten des Tores steht der Satz „Sammelt die Zini und verwandelt die drei Flüsse in ein einziges Wasser, und färbt den Süden in zehntausend Violett- und tausend Rottöne.“ Der Türsturz ist in grünem Stein gemeißelt und zeigt den General der Song-Dynastie, Di Qing, sowie die Blumen und glücksverheißenden Tiere der Pingnan-Region.

## Geschichte
Obwohl er in den 1950er Jahren zerstört wurde, haben Chinesen aus Hongkong, Macao und dem Festland seit 1995 für die Restaurierung gezahlt und er wurde 2001 wieder eröffnet.

## Galerie

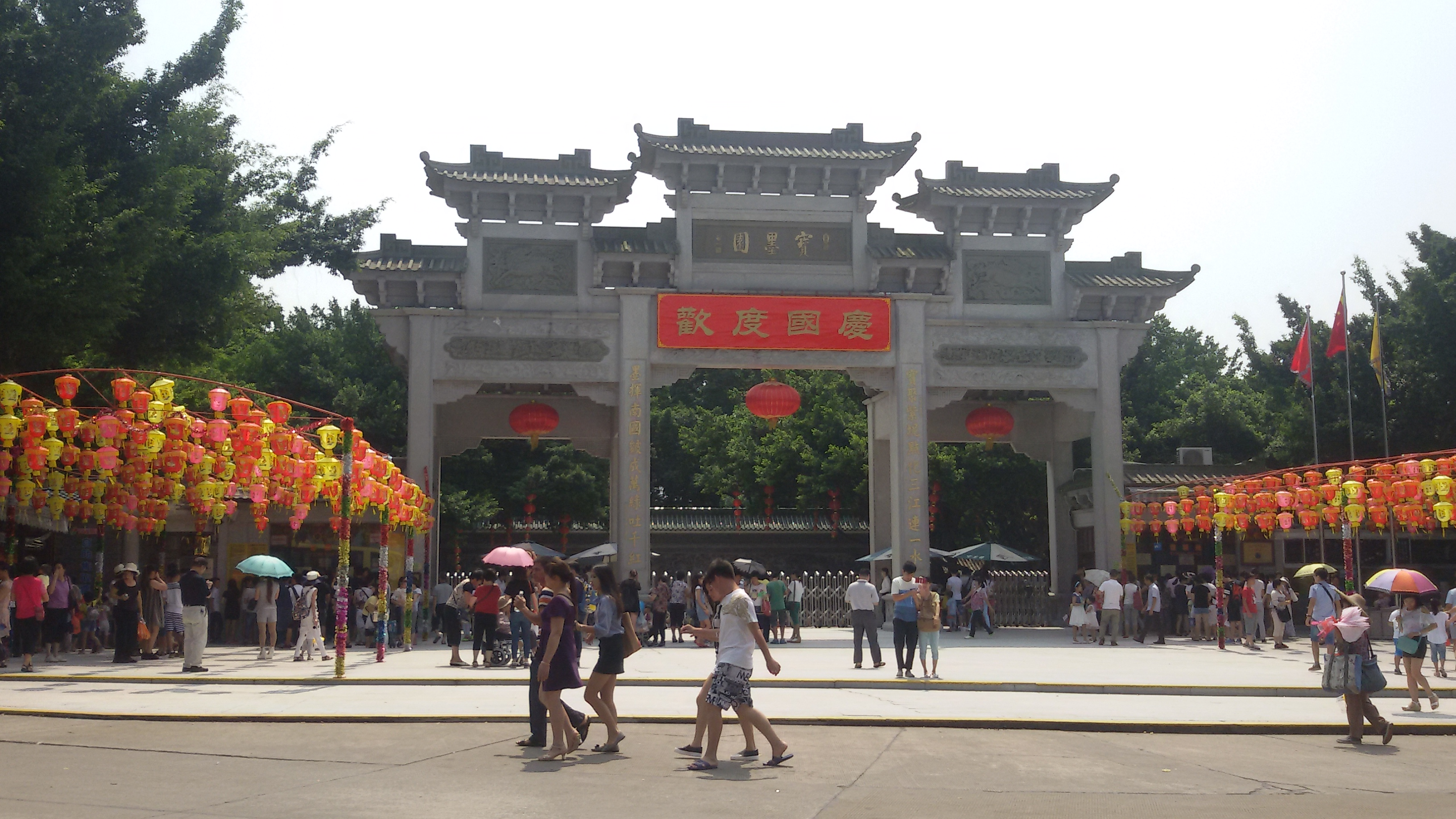
Scheintor BaoMo
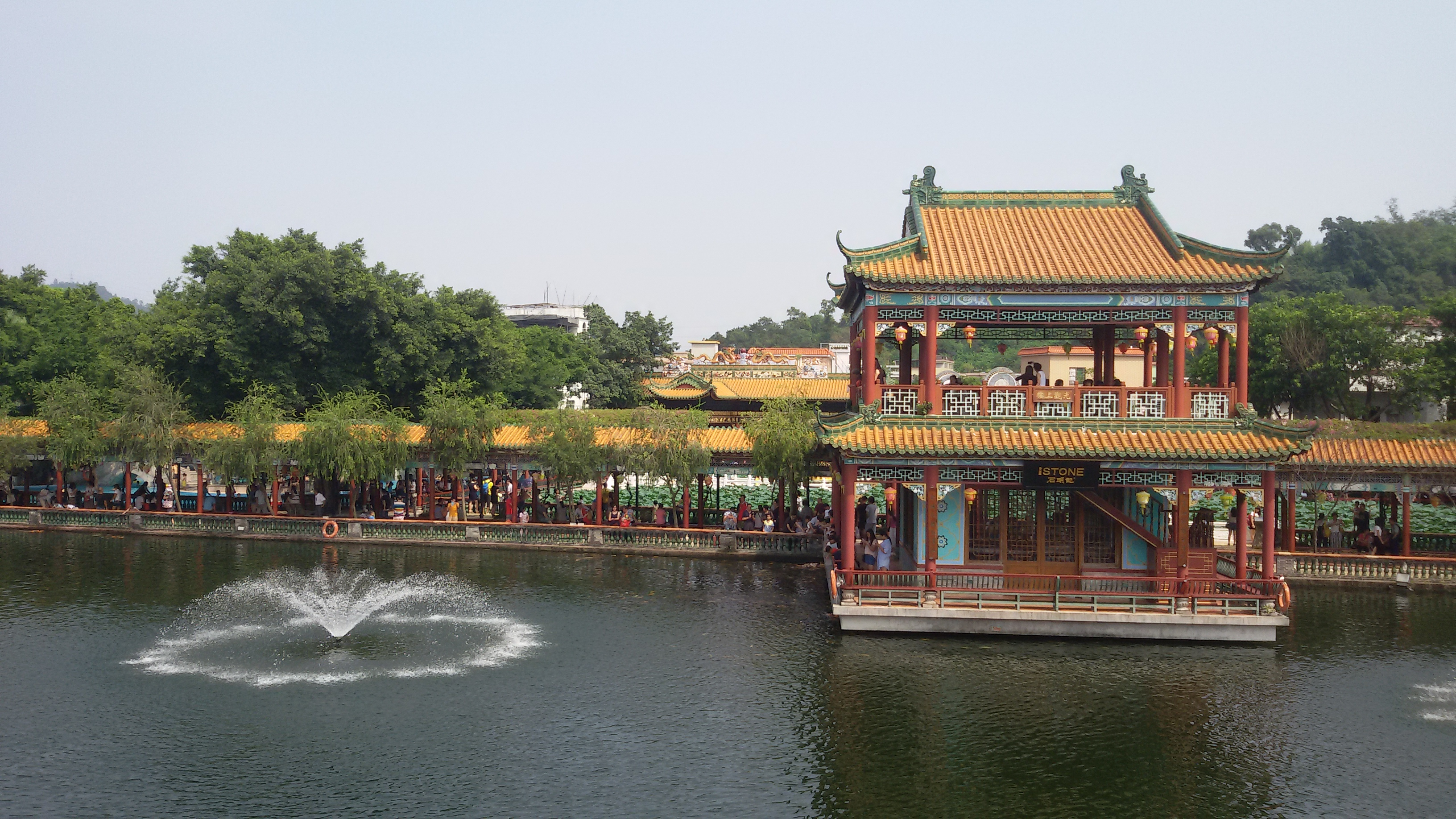
Stein-Kiosk
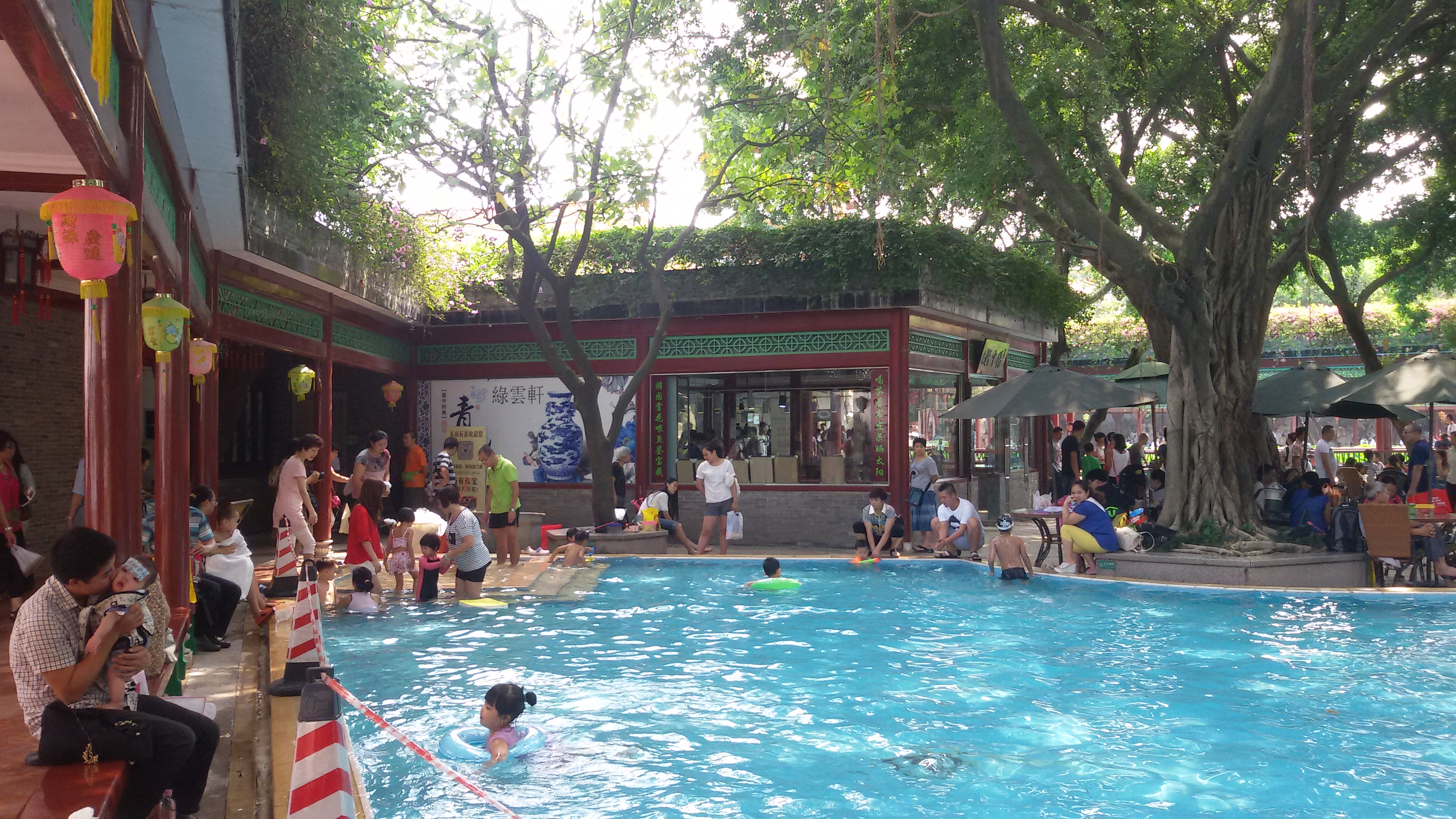
Schwimmbad